# Carles Miravitlles i Torras
Carles Miravitlles i Torras (Barcelona, 9 de setembre de 1942 - Barcelona, 16 d'abril de 2023) fou un científic català. Doctorat en farmàcia, des de 1974 treballà com a professor d'investigació al Consell Superior d'Investigacions Científiques (CSIC) i va ser fundador de l'Institut de Ciència de Materials de Barcelona (ICMAB) del que en va ser director de 1986 a 2008. De 2008 a 2009 va ser director de l'Instituto Eduardo Torroja del Cemento y la Construcción de Madrid (IETCC). Des del 1987 i fins al 1992, va ser Delegat Institucional del CSIC a Catalunya.
El seu interès científic se centra en la cristal·lografia estructural i la difracció per raigs X en mètodes directes per a resoldre estructures cristal·lines.
Fou el president del Comitè Espanyol de Cristal·lografia, i des de 1993 membre numerari de l'Acadèmia de Ciències i Arts de Barcelona, de la que també n'ha estat vicesecretari. Fou també membre de la Secció de Química de l'Acadèmia Europea. El 1992 va rebre la Medalla Narcís Monturiol al mèrit científic de la Generalitat de Catalunya per la seva dedicació a l'estudi dels nous materials i per les seves aportacions en el camp de la cristal·lografia.

## Obres
- Progress in powder and surface X-ray diffraction crystallography (2001) amb Jordi Rius i Xavier Torrelles.
- Superconductivitat: un repte científic i tecnològic (2001), discurs a la RACAB